# غار جفریز
غار جفریز یا چشم سبز، در ارتفاع ۲۹۰۰ متری از سطح دریا در روستای جفریز گوغر از توابع شهرستان بافت استان کرمان واقع شده‌است.
این غار چندین دهانه مختلف دارد و بسیار عمیق بوده و در آن آب جاری است.
در اطراف این غار فسیل‌های جانداران دوران کرتاسه وجود دارد، زیرا منطقه کرمان (و فلات ایران) در زمان کرتاسه زیر آب بوده‌است و در واقع بر اثر فرسایش آبی به وجود آمده است. این غار از حدود ۸۰ میلیون سال پیش شروع به پدید آمدن کرد. خط‌های روی سنگها نشان می‌دهد که سطح آب در غار به تدریج پایین رفته و کم‌کم رسوب‌ها را در خود حل کرده‌است و با فرسایش شدید غار را به وجود آورده است
این غار با گردشگری غیرمسئولانه تا حدودی آسیب دیده است.